# Маріон (округ, Техас)
Шаблон:StateAbbr_ 32°48′ пн. ш. 94°22′ зх. д. / 32.8° пн. ш. 94.36° зх. д.
Округ Маріон (англ. Marion County) — округ (графство) у штаті Техас, США. Ідентифікатор округу 48315.

## Історія
Округ утворений 1860 року.

## Демографія
За даними перепису 2000 року загальне населення округу становило 10941 осіб, усе сільське. Серед мешканців округу чоловіків було 5343, а жінок — 5598. В окрузі було 4610 домогосподарств, 3119 родин, які мешкали в 6384 будинках. Середній розмір родини становив 2,88.
Віковий розподіл населення поданий у таблиці:
| Стать    | До 15 років | 15-21 | 22-29 | 30-39 | 40-49 | 50-65 | 65-85 | Понад 85 |
| -------- | ----------- | ----- | ----- | ----- | ----- | ----- | ----- | -------- |
| Чоловіки | 1047        | 460   | 359   | 614   | 791   | 1118  | 881   | 73       |
| Жінки    | 960         | 409   | 407   | 677   | 813   | 1185  | 993   | 154      |

## Суміжні округи
- Кесс — північ
- Каддо, Луїзіана — схід
- Гаррісон — південь
- Апшер — захід
- Морріс — північний захід

## Виноски
1. ↑  U.S. Decennial Census. United States Census Bureau. Архів оригіналу за 19 липня 2018. Процитовано 4 травня 2015.
2. ↑  Texas Almanac: Population History of Counties from 1850–2010 (PDF). Texas Almanac. Архів оригіналу (PDF) за 19 квітня 2015. Процитовано 4 травня 2015.
3. ↑  State & County QuickFacts. United States Census Bureau. Архів оригіналу за 18 жовтня 2011. Процитовано 21 грудня 2013.(англ.) Наведено за англійською вікіпедією.
4. ↑  American FactFinder. Бюро перепису населення США. Архів оригіналу за 26 лютого 2012. Процитовано 31 січня 2008.

| США | Це незавершена стаття з географії США. Ви можете допомогти проєкту, виправивши або дописавши її. |